# Косоглазие
Косогла́зие (страби́зм, от др.-греч. στρᾰβής — кривой, или гетеротропи́я, от др.-греч. ἕτερος — другой + др.-греч. τροπή, τροπά — поворот) — отклонение зрительных осей от направления на рассматриваемый объект, при котором нарушается скоординированная работа глаз и затрудняется фиксация обоих глаз на объекте зрения. Объективный симптом — несимметричное положение роговиц в отношении углов и краёв век.

## Виды косоглазия
Различают врождённое (присутствует при рождении или появляется в первые 6 месяцев) и приобретённое косоглазие.
Чаще всего явное косоглазие является горизонтальным: сходящееся косоглазие (convergent strabismus или esotropia) и расходящееся косоглазие (divergent strabismus или exotropia); однако иногда может наблюдаться и вертикальное (с отклонением кверху — гипертропия, книзу — гипотропия).
- Косоглазие, в зависимости от того, косит один или оба глаза, делится на монокулярное и альтернирующее.

- При монокулярном косоглазии всегда косит только один глаз, которым человек никогда не пользуется. Зрение косящего глаза чаще всего снижено. Мозг приспосабливается таким образом, что информация считывается только с одного, не косящего глаза. Косящий же глаз в зрительном акте не участвует, поэтому его зрительные функции снижаются. Снижение зрения от функционального бездействия косящего глаза называется дисбинокулярной амблиопией. Если восстановить зрение косящего глаза невозможно, косоглазие исправляется как косметический дефект.

- Альтернирующее косоглазие (косит то левый, то правый глаз, при этом величина отклонения от прямого положения примерно одинаковая) характеризуется тем, что человек смотрит попеременно то одним, то другим глазом, то есть хотя и попеременно, но использует оба глаза. Амблиопия если и развивается, то в гораздо более лёгкой степени.

- По причине возникновения косоглазие бывает содружественное и паралитическое.

- Содружественное косоглазие возникает обычно в детском возрасте. Для него характерно сохранение полного объёма движений глазных яблок, равенство первичного угла косоглазия (то есть отклонения косящего глаза) и вторичного (то есть здорового), отсутствие двоения и нарушения бинокулярного зрения.

- Паралитическое косоглазие обусловлено параличом или повреждением одной или нескольких глазодвигательных мышц. Оно может возникнуть в результате патологических процессов, поражающих сами мышцы, нервы или головной мозг.

Характерным для паралитического косоглазия является ограничение движения косящего глаза в сторону поражённой мышцы. В результате попадания изображений на диспаратные точки сетчаток обоих глаз появляется диплопия, которая усиливается при взгляде в ту же сторону.
Причины косоглазия очень разнообразны. Они могут быть как врождённого, так и приобретённого характера:
- наличие аметропии (дальнозоркости, близорукости, астигматизма) средней и высокой степеней;
- травмы;
- параличи и парезы;
- аномалии развития и прикрепления глазодвигательных мышц;
- заболевания центральной нервной системы;
- стрессы;
- инфекционные заболевания (корь, скарлатина, дифтерия, грипп и т.д);
- соматические заболевания;
- психические травмы (испуг);
- резкое снижение остроты зрения одного глаза.

## Симптомы
Один или оба глаза могут отклоняться в сторону, чаще к носу, или как бы «плавать». Такое явление часто встречается у грудных детей, но к 6 месяцам оно должно исчезнуть. Бывает, что родители принимают за косоглазие своеобразное расположение и разрез глаз (например, у детей с широкой переносицей). Со временем форма носа меняется, и мнимое косоглазие исчезает.

## Лечение
Лечением косоглазия занимаются врачи-офтальмологи.
Существуют различные способы лечения косоглазия — терапевтические и хирургические.
- Плеоптическое лечение — это усиленная зрительная нагрузка на косящий глаз. При этом используются различные методы стимуляции хуже видящего глаза терапевтическим лазером, лечебными компьютерными программами.
- Ортоптическое лечение — это лечение с использованием синоптических аппаратов и компьютерных программ, восстанавливающих бинокулярную деятельность обоих глаз.
- Диплоптическое лечение — восстановление бинокулярного и стереоскопического зрения в естественных условиях.

Мнение, что косоглазие может пройти само собой, ошибочно. Более того, при отсутствии лечения возможно развитие серьёзных осложнений. Поэтому при появлении первых признаков косоглазия нужно сразу же посетить врача-офтальмолога.
Лечение целесообразно продолжать до 18-25 лет, до окончания формирования органа зрения.
При косоглазии нарушается работа практически во всех отделах зрительного анализатора. Поэтому лечение этого заболевания должно быть комплексным, то есть необходим полный комплекс лечения на специальных аппаратах.
На чаще косящем глазу постепенно происходит понижение остроты зрения, то есть развивается амблиопия. Это, в свою очередь, приводит к ещё большему отклонению глаза. Таким образом, запускается порочный круг. При косоглазии проводится консервативное лечение с использованием аппаратных методов (иногда 3-4 раза в год). Они направлены на излечение амблиопии (если она есть) и на восстановление мостов между глазами, то есть ребёнка учат сливать изображения с правого и левого глаза в единый зрительный образ.

### Современные аппараты для лечения косоглазия
В офтальмологических клиниках используются следующие приборы для коррекции глазодвигательных нарушений и восстановления бинокулярного зрения:
- «Синоптофор»
- «Монобиноскоп»

Курсы лечения определяются индивидуально и составляют, в среднем, 5-10 процедур.

### Индивидуализация лечения косоглазия
Лечение косоглазия индивидуальное. Оно может включать в себя следующие этапы:
1. Лечение амблиопии для повышения остроты зрения. Для этого используют заклейки (окклюзии) и проводится обязательное консервативное аппаратное лечение 3-4 раза в год. Излечение амблиопии не приведёт к излечению косоглазия, так как при косоглазии также развивается дисбаланс между мышцами, которые двигают глазами.
2. После повышения остроты зрения проводится лечение на восстановления связей между глазами.
3. Следующий этап — восстановление правильного мышечного баланса. Он, как правило, хирургический, но в ряде случаев можно обойтись без хирургии.
4. Заключительный этап в лечении косоглазия — восстановление стереоскопического зрения. Конечная цель — высокое зрение без очков при правильно стоящих глазах и стереоскопическом зрении.

Определение методики лечения проводится только после обследования и осмотра.
С лечением затягивать не стоит, так как чем дольше косоглазие не лечить, тем сложнее восстановить функции.
Результаты лечения в значительной степени зависят от его своевременности, а также от причины, вызвавшей нарушение.
Но для начала необходимо выяснить причину поражения зрительной и окуломоторной (глазодвигательной) систем.
К оперативным методам лечения прибегают только в тех случаях, когда консервативная терапия неэффективна, например если в течение 1,5-2 лет указанные выше меры не помогают. Операция устраняет косоглазие, но для восстановления нормальной работы глаз все равно понадобятся специальные упражнения. Обычно к операции прибегают как к косметическому средству, так как она нечасто сама по себе восстанавливает бинокулярное зрение (когда два изображения, полученные глазами, мозг соединяет в одно)
В ходе лечения на определённом этапе при наличии показаний проводится хирургическое вмешательство на мышцах глаза. Операция направлена на восстановление правильного мышечного баланса между мышцами. После операции также в обязательном порядке проводится консервативное лечение. Оно направлено на полную реабилитацию зрительных функций.
Существуют виды косоглазия, когда хирургического вмешательства не требуется (иногда очки полностью исправляют косоглазие — т. н. аккомодационное косоглазие).
В более позднем возрасте сложнее исправить внутренние причины заболевания. Косоглазие не только косметическая проблема, что само по себе немаловажно, но и отсутствие бинокулярного зрения, то есть способности мозга сливать два плоских изображения от глаз в одно объёмное.
Приобретённое в зрелые годы косоглазие (и соответственно невозможность правильно определять пространственное отношение окружающих предметов) может вызывать двоение. Мозг получает две картинки, но не может сопоставить их в одну.
Подобное редко происходит у ребёнка, мозг которого приспосабливается к обстоятельствам и обычно подавляет деятельность косящего глаза, который в результате становится «ленивым», или амблиопичным — видит хуже здорового.
Полностью нормализовать скрытые функции глаза можно только в детстве, пока зрительная система не сформировалась и обладает значительными резервами. Именно по этой причине важно не тянуть с посещением офтальмолога — если ребёнку исполнилось полгода и у него замечено косоглазие, необходимо как можно быстрее записаться на прием к врачу.
Если лечение проводится поэтапно, в условиях современной офтальмологической клиники, то результатом его, в большинстве случаев, будет восстановление зрительных функций и устранение косоглазия.

### Лечение косоглазия ботоксом
Косоглазие — одно из наиболее часто встречающихся патологий у детей. У 85 % пациентов данное заболевание требует хирургического исправления, и только у 15 % косоглазие можно вылечить только с помощью консервативного лечения.
Задача хирургии косоглазия — придать глазным яблокам правильное положение для последующего развития бинокулярного (двуглазого) и стереоскопического (объемного) зрения.
Одним из экспериментальных способов хирургического лечения являются уколы ботулотоксином в глазодвигательные мышцы. Используют их для лечения как у взрослых, так и у детей.
Механизм данного метода заключается в том, что мышца выключается посредством инъекции и перестает «перетягивать» мышцу в свою сторону.
Уменьшение угла косоглазия такими инъекциями является непостоянным и угол вернется к изначальному после того, как перестанет действовать препарат (от 3 до 6 месяцев).
Существующие таблицы дозирования операции не всегда точно позволяют добиться ровного положения глаз.
У данного способа лечения косоглазия также существуют осложнения. Так выявлено, что после инъекции ботулинотоксина в глазодвигательную мышцу ухудшается функция слезопродукции, что может вызвать появление синдрома «сухого глаза». Данный синдром проявляется постоянным ощущением песка в глазах, сухости, рези. Также сама техника проведения инъекции может привести к осложнениям. В литературе описаны случаи отслойки сетчатки и кровоизлияния в стекловидное тело после инъекции ботулинотоксина в глазодвигательную мышцу.